# Jordi Gené
Jordi Gené (Sabadell, 5 de dezembro de 1970, Barcelona) é um piloto de corridas de Espanha